# 金曜反省会
金曜反省会（きんようはんせいかい）は、HBCラジオで放送されていたラジオ番組。

## 概要
「金曜日だからみんなでワイワイ反省しよう」のコンセプトの元、HBCアナウンサーが週替りで出演しトークを展開する。HBCラジオ公式YouTubeチャンネルでも同時配信を展開した。
2023年度上半期には日曜反省会（にちようはんせいかい）として毎週日曜18時～18時30分に放送されていた。

## 放送時間
- 金曜 17:45 - 18:30（2022年10月 - 2023年3月・2023年10月 - 2024年3月）
- 日曜 18:00 - 18:30（2023年4月 - 9月）「日曜反省会」

## 出演者
- 毎回ランダムにHBCアナウンサーが登場[3]。